# Radiotest
Der Radiotest ist eine Befragung der österreichischen Gesamtbevölkerung ab 10 Jahren über das jeweilige Radionutzungsverhalten, mit deren Hilfe die österreichischen Radiosender unter anderem die Werbepreise festlegen.

## Vorgehensweise
Es werden jedes Jahr ca. 24.000 Interviews (disproportionale Verteilung nach Bundesländern) durchgeführt und für jeweils 12 Monate rollierend zusammengefasst. Dabei wird die CATI-Methode (Computer Assisted Telephone Interview) angewandt. Die Stichprobenziehung erfolgt nach dem Random-Last-Digit-Verfahren.
Auftraggeber sind die RMS (Radio Marketing Service), der ORF und einzelne Privatradios, durchgeführt wird der Radiotest von der GfK Austria, dem österreichischen Ableger der deutschen GfK.

## Auswertung
Ergebnisse der Befragung:
- Marktanteil
- Tagesreichweite
- Hördauer
- Viertelstunden-Reichweiten
- Soziodemographische Merkmale

Die Auswertung erfolgt getrennt nach zwei Zielgruppen: Einerseits werden die Daten aller Österreicher ab 10 Jahren veröffentlicht, andererseits das Ergebnis auf die werberelevante Kernzielgruppe der 14- bis 49-Jährigen eingeschränkt.

## Radiotest-Affäre (April 2016)
Am 19. April 2016 wurde bekannt, dass die Zahlen des Radiotests über einen Zeitraum von mindestens vier Jahren, von 2011 bis 2015 manipuliert wurden.
Die GfK gab zu, dass es sich hierbei um eine Abweichung von ein bis drei Prozentpunkten geht. Zu Einzelheiten wie der Schadenshöhe wollte sich das Unternehmen bislang nicht äußern, man schloss aber Korruption und ein Versehen aus.
Profitiert hätte von der Manipulation vor allem der ORF, im Speziellen der Sender Ö3 und die ORF-Bundesländerradios. Laut den Medien drohen dem Marktforschungsinstitut nun Schadenersatzklagen. Es wurde eine Untersuchung durch ein unabhängiges Unternehmen angeordnet.
Am 21. April gab der Geschäftsführer der GfK Austria, Alexander Zeh, seinen sofortigen Rücktritt bekannt. Das Unternehmen bestritt aber jeden Zusammenhang zwischen der Affäre und dem Rücktritt Zehs. Zeh selbst gab bisher keine Stellungnahme dazu ab. Nun wird die GfK vorübergehend vom Zweiten Geschäftsführer, Thomas Bachl, geführt.
Der Verband der österreichischen Privatsender fordert von GfK und ORF Schadenersatz, die Rede ist von bis zu 20 Millionen Euro entgangenen Werbeeinnahmen.